# Кавалье, Ален
Ален Кавалье (фр. Alain Cavalier; род. 14 сентября 1931, Вандом, Луар и Шер, Франция) — французский кинорежиссёр, сценарист, кинооператор. Лауреат премии «Сезар» за лучшую режиссёрскую работу (1987).

## Биография и творчество
Ален Кавалье родился 14 сентября 1931 в Вандоме (департамент Луар и Шер, Франция). После обучения в Институте высшего кинообразования (фр. Institut des hautes études cinématographiques — IDHEC, сейчас La Fémis) работал ассистентом режиссёров Эдуара Молинаро и Луи Маля. В 1958 году дебютировал как режиссёр короткометражным фильмом «Американец». В 1960-х годах прославился своими политическими триллерами, вызвавшими гнев цензуры. Несмотря на участие в его лентах известных актеров (Жан-Луи Трентиньян, Ален Делон и Роми Шнайдер), фильмы Кавалье не имели значительного успеха у зрителя.
В конце 1960-х годов, после успешных фильмов «Ограбление» (1967) и «Капитуляция» (1968), Ален Кавалье покидает кинематограф, вернувшись лишь через восемь лет с экспериментальными и минималистскими лентами — «Полный бак бензина высшего качества» (1975) и «Мартин и Леа» (1978).
В 1986 году Кавалье срежиссировал фильм «Тереза», который получил на Каннском кинофестивале премию жюри, награды «Сезар» в трех категориях — за лучший фильм, лучшую режиссерскую работу и лучший сценарий—и Приз Французского синдиката кинокритиков. После этого успеха Ален Кавалье снова отходит от кино, отказываясь от художественного жанра с его актерами и историями ради реальных людей и их жизни.
С появлением цифровых технологий Ален Кавалье, начиная с 2000-х, снимает поэтические, ни на что не похожие видео-эссе самостоятельно, без бюджета, с помощью ручной видеокамеры, создав свой собственный уникальный стиль—смесь документального фильма и автофикции. Президент Каннского кинофестиваля Жиль Жакоб, чьим любимым режиссёром является Кавалье, говорил, что он «свободен, как птица, и, не имея денег, с помощью крошечной камеры исследует глубинные слои бытия».
С момента появления фильма «Жизнь» в 2000 году работы Кавалье выходят с большей регулярностью. Две его последние ленты принимали участие в программе «Особый взгляд» Каннского кинофестиваля: «Кинематографист» (2005), попытка самоанализа, вознагражден премией Особый взгляд (Prix de l’Intimité), и «Ирэн» (2009) о трагически погибшей в 1972 году в автокатастрофе любимой актрисе Ирэн Тюнк.
В 2011 году Ален Кавалье поставил фильм «Отец» с Венсаном Линдоном в главной роли, в котором режиссёр рассуждает на тему отношений между режиссёром и актером и игрой во власть. Лента участвовала в основной конкурсной программе Каннского кинофестиваля и была номинирована в двух категориях (за лучший фильм и лучшую режиссуру) на получение премии «Сезар».
В 2014 году вышел фильм Алена Кавалье «Рай», медитация о жизни и смерти, смесь ежедневных наблюдений, воспоминаний, библейских и античных притч, главные роли в которой играют маленький робот, заводная гусенка и мертвый птенец павлина — райской птицы. Премьера фильма состоялась на кинофестивале в Ла-Рошели, а журнал Cahiers du Cinéma включил его в список десяти лучших фильмов года.

## Фильмография
- 1958 — Un Américain (court métrage)
- 1962 — Битва на острове / Le Combat dans l'île
- 1964 — Непокоренный / L'Insoumis
- 1967 — Ограбление / Mise à sac
- 1968 — Смятение / Капитуляция / La Chamade
- 1976 — Le Plein de super
- 1978 — Martin et Léa
- 1979 — Этот автоответчик не принимает сообщений / Ce répondeur ne prend pas de message
- 1981 — Странное путешествие / Un étrange voyage
- 1986 — Тереза / Thérèse
- 1987 — 24 portraits d'Alain Cavalier (1re partie)5
- 1991 — 24 portraits d'Alain Cavalier (2e partie)
- 1993 — Libera Me
- 1996 — La Rencontre
- 1998 — Georges de la Tour (documentaire)
- 2000 — Vies
- 2001 — René
- 2004 — Le Filmeur
- 2005 — Bonnard (moyen-métrage)
- 2007 — Les Braves (documentaire)
- 2007 — Lieux saints (moyen-métrage)
- 2009 — Irène
- 2009 — Sept gouttes de sommeil (moyen-métrage)
- 2011 — Pater
- 2014 — Рай / Le Paradis
- 2015 — Le Caravage
- 2017 — Six portraits XL
- 2019 — Être vivant et le savoir